# Cyperus margaritaceus
Cyperus margaritaceus är en halvgräsart som beskrevs av Vahl. Cyperus margaritaceus ingår i släktet papyrusar, och familjen halvgräs. Inga underarter finns listade i Catalogue of Life.